# Lucy Lanny
Lucy Lanny (Santiago de Chile, Chile; 25 de noviembre de 1929 - Ibídem; 4 de abril de 2002) fue una actriz de nacionalidad chilena de larga trayectoria artística.

## Carrera
Rostro juvenil agraciado, propio de las damitas jóvenes que pueblan el cine latinoamericano de los años cuarenta, estudia en el colegio María Auxiliadora y cuando apenas está terminando la enseñanza secundaria se interesa de inmediato por el cine, aunque no tiene formación previa como actriz. 
Debuta a los 16 años en un corto cinematográfico, Uno para todos y todos para uno, del cineasta Pablo Petrowitsch, y su fotogenia y no poca gracia en la interpretación llaman la atención de Eugenio de Liguoro, quien le da un papel de reparto en el film Memorias de un chofer de taxi, donde la estrella absoluta es el actor cómico Lucho Córdoba.  Tras esto, en rápida sucesión, en los tres años siguientes filma varias películas con José Bohr, en algunas de los cuales muestra, en papeles de coprotagonista, signos de una cierta madurez interpretativa que no logra desarrollar porque su carrera se interrumpe prematuramente. Su última película, La Rosita del Cachapoal, dirigida por Enrique Soto, fue una producción muy modesta que apenas si se exhibió.
Marcó una era de la cinematografía chilena en épocas de otras brillantes intérpretes como María Teresa Squella, Chela Bon, Horacio Peterson, Enrique Rivero (actor que había trabajado con Jean Cocteau) y Ana González Olea.
Trabajó en boites famosas de ese país como maestra de ceremonia junto a cantante argentina Choly Mur, el Mago Richard Suey y la Típica de los Hermanos Carbone.
En su vida personal estuvo casada con Hugo Burr Rodríguez (1922-?), un piloto Comercial con múltiples actividades en empresas aeronáuticas tanto nacionales como en el extranjero: el matrimonio acabó siendo anulado sin que hubieran llegado a tener descendencia.
Lucy Lanny murió a los 72 años el 4 de abril de 2002 luego de una larga enfermedad.

## Filmografía
- 1952: Rosita de Cachapoal.[2]
- 1948: Tonto pillo.
- 1948: Mis espuelas de plata
- 1948: La mano del muertito.
- 1947: El último guapo.
- 1947: La dama sin Camelias.
- 1947: El amor que pasa.
- 1946: Memorias de un chofer de taxi.
- 1945: Uno para todos y todos para uno'.